# Oonopinus kilikus
Oonopinus kilikus là một loài nhện trong họ Oonopidae.
Loài này thuộc chi Oonopinus. Oonopinus kilikus được miêu tả năm 1965 bởi Suman.